# NGC 5756
NGC 5756 est une galaxie spirale barrée située dans la constellation de la Balance. Sa vitesse par rapport au fond diffus cosmologique est de 2 366 ± 16 km/s, ce qui correspond à une distance de Hubble de 34,9 ± 2,45 Mpc (∼114 millions d'al). NGC 5756 a été découverte par l'astronome britannique John Herschel en 1836.
NGC 5756 a été utilisée par Gérard de Vaucouleurs comme une galaxie de type morphologique (R1)SAB(rs)b dans son atlas des galaxies,.
La classe de luminosité de NGC 5756 est II-III et elle présente une large raie HI. Elle renferme également des régions d'hydrogène ionisé.
À ce jour, 16 mesures non basées sur le décalage vers le rouge (redshift) donnent une distance de 26,675 ± 2,470 Mpc (∼87 millions d'al), ce qui est à l'extérieur des valeurs de la distance de Hubble. Notons que c'est avec la valeur moyenne des mesures indépendantes, lorsqu'elles existent, que la base de données NASA/IPAC calcule le diamètre d'une galaxie et qu'en conséquence le diamètre de NGC 5756 pourrait être d'environ 23,3 kpc (∼76 000 al) si on utilisait la distance de Hubble pour le calculer.